# سيوبهان هايس
سيوبهان هايس (بالإنجليزية: Siobhan Hayes)‏ هي ممثلة بريطانية، ولدت في 23 أبريل 1975 في المملكة المتحدة.

## وصلات خارجية
- سيوبهان هايس على موقع IMDb (الإنجليزية)
- سيوبهان هايس على موقع روتن توميتوز (الإنجليزية)
- سيوبهان هايس على موقع ألو سيني (الفرنسية)
- سيوبهان هايس على موقع أول موفي (الإنجليزية)
- سيوبهان هايس على موقع قاعدة بيانات الأفلام السويدية (السويدية)
- سيوبهان هايس على موقع قاعدة بيانات الفيلم (الإنجليزية)
- سيوبهان هايس على موقع كينوبويسك (الروسية)